# Karine Pasquier
Pour les articles homonymes, voir Pasquier.
Karine Pasquier, née le 8 novembre 1977 à Nantes, est une marathonienne et athlète de course à pied de haut niveau.

## Biographie
Karine Pasquier commence sa carrière sportive au Racing Club Nantais comme basketteuse avant de s'orienter vers la course à pied. Elle devient une sportive professionnelle lors de sa participation au Club intercommunal morbihannais d'athlétisme du pays d’Auray, puis "Quimper Athletisme". Karine Pasquier rejoint ensuite le club d'athlétisme Endurance72 au Mans, dans lequel exerce l'athlète Abdellatif Meftah.
En 2008, elle est championne des Interrégionaux Nord-Ouest de cross-country.
En 2009, elle est médaillée de bronze aux championnats de France d'athlétisme.
En 2010, elle est  championne de France du 5000 mètres aux championnats de France d'athlétisme.
Elle remporte les Interrégionaux Centre-Ouest de cross-country en 2010, 2012, 2013 et 2015.
En 2013, elle sort vainqueur du championnat de Pays de la Loire de cross-country.
En 2014, elle est vice-championne de France du semi-marathon
Après sa participation au semi-marathon de Paris du 8 mars 2015, Karine Pasquier participera au prochain marathon de Paris du 12 avril 2015.
Elle remporte les championnats de France de marathon le 29 avril 2018 à Albi.

## Performances
- 1500 m : 4 min 31 s 61 en 2009
- 3000 m : 9 min 28 s 25 en 2009 et 9 min 23 s en 2010[6]
- 5000 m : 16 min 23 s 30 en 2009 (championne de France en 2010)
- 10 kilomètres : 34 min 07 s en 2009
- Championnat de France de cross-country :  5e en 2008 - 3e en 2015
- Au semi-marathon de Lille en 2010, elle termine sixième et première Française en 1 h 13 min 43 s. Karine Pasquier s'est qualifiée pour les Championnats du monde de semi-marathon 2010 à Nanning en Chine où elle termina 32e et première Française sur sept sportives qualifiées, en 1 h 15 min 19 s, sept minutes après la championne du monde Florence Kiplagat.
- Au marathon de Berlin elle boucle en 2 h 39 min en 2011
- Championne aux inter-régionaux à Saint-Jean-de-Monts en 2012
- Huitième et première Française au semi-marathon d'Auray-Vannes en 2014[7].
- Vice-championne au semi-marathon de France à Saint-Denis en 2014[8]
- 3e au championnat de France de cross-country ; Karine Pasquier et ses partenaires de l'équipe féminine offrent le premier titre national de son histoire en cross à son club Endurance 72 en 2015.
- 5e au semi-marathon de Paris du 8 mars 2015 en battant son record personnel, derrière trois éthiopiennes et une Kényane. Karine Pasquier, est la première Française en 1 h 13 min 30 s juste devant sa compatriote Laurane Picoche 1 h 13 min 47 s[9].